# Seefunkstelle

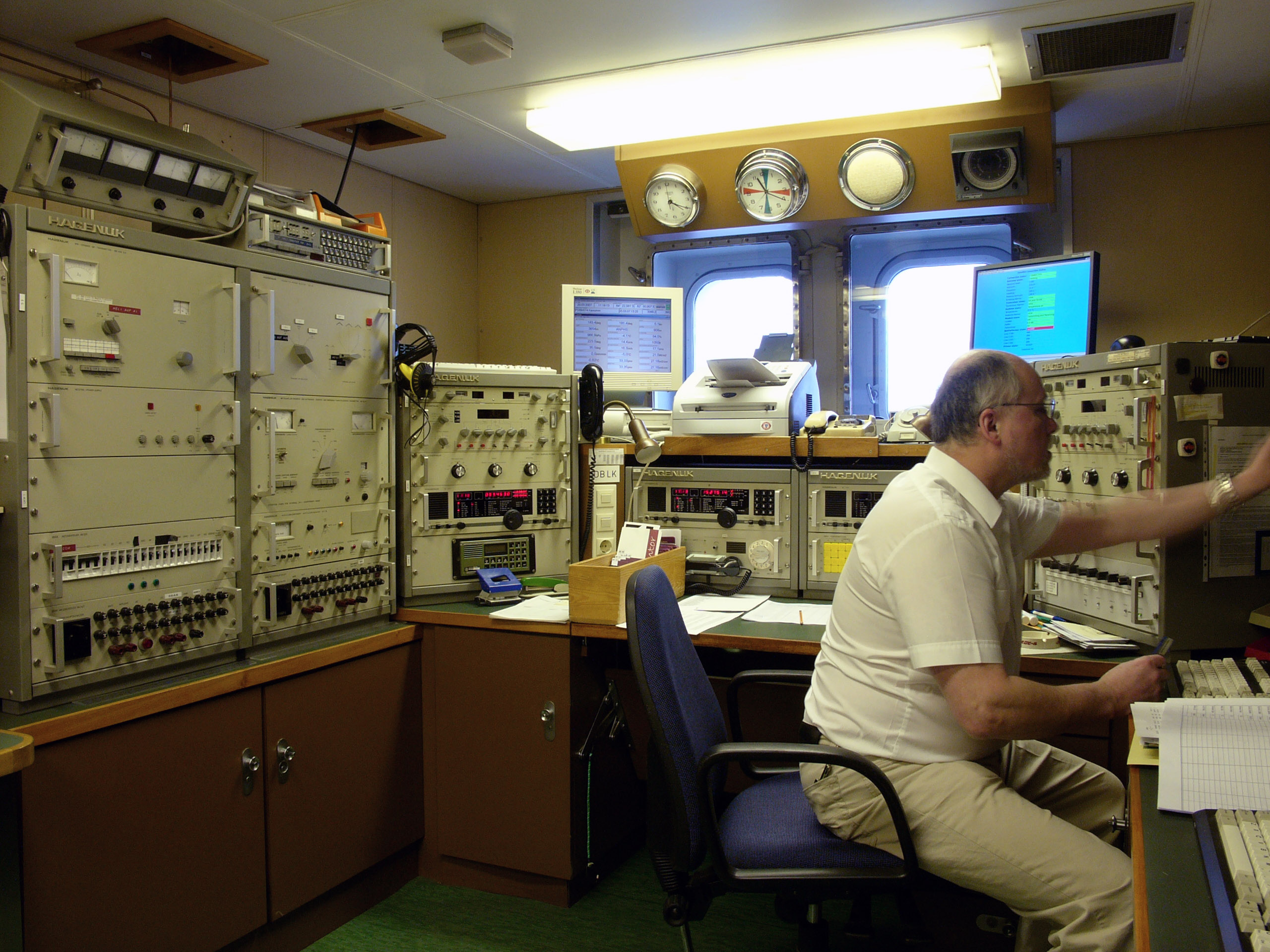
Seefunkstelle des Mobilen Seefunkdienstes auf dem deutschen Forschungsschiff Polarstern

Eine Seefunkstelle (kurz: SeeFuSt) ist entsprechend der Definition der Vollzugsordnung für den Funkdienst (VO Funk) der Internationalen Fernmeldeunion (ITU) eine Funkstelle des Mobilen Seefunkdienstes an Bord eines nicht dauernd verankerten Wasserfahrzeugs, ausgenommen Rettungsgerätfunkstellen (wobei in der Bundesrepublik Deutschland Funkstellen auf verankerten Feuerschiffen als Seefunkstellen behandelt werden).
Siehe dazu auch

## Weitere Seefunkstellen
Das deutsche Handbuch für den Dienst bei Seefunkstellen kategorisiert weitere Seefunkstellen wie folgt:
- Funkstelle für den Funkverkehr an Bord
- Schiffsnotsender
- Sprech-Seefunkstelle
- Telegrafie-Seefunkstelle